# Aleksandar Dragović
Aleksandar Dragović - em sérvio, Александар Драговић (Viena, 6 de março de 1991) - é um futebolista austríaco de origem sérvia que atua como zagueiro. Atualmente, defende o Áustria Viena.

## Carreira
Dragović começou a carreira no Áustria Viena.

## Títulos
Áustria Viena
- Copa da Áustria: 2008–09

Basel
- Super Liga Suíça: 2010–11, 2011–12 e 2012–13
- Copa da Suíça: 2012

Dínamo de Kiev
- Premier-Liha: 2014–15 e 2015–16
- Copa da Ucrânia: 2013–14 e 2014–15